# Лалаянц, Исаак Христофорович
Исаак Христофорович Лалаянц (псевдонимы Колумб, Изаров, Инсаров др.; 24 июля (5 августа) 1870 года, г. Кизляр, Дагестан — 14 июля 1933 года, Москва) — российский революционер, марксист, большевик. Соратник Ленина.
Член РСДРП с 1898 года, член ЦК РСДРП (1905—1906).

## Биография
Армянин по национальности. Семья отправила Лалаянца в Тифлис, где он поступил в первый класс реального училища. По переходе во второй класс был перемещён в Казанское реальное училище, которое окончил в 1889 году:4.
В Казани в 1888—1889 годах Лалаянц был членом марксистского кружка Н. Е. Федосеева.
Учился в Казанском университете, был исключен в 1889 году за участие в революционном движении.
За это в 1889 году он был впервые арестован, и выслан из Казани:4.
На Кавказе Лалаянц отбыл воинскую повинность:4. Перешёл к профессиональной подпольной революционной деятельности, которую вёл в различных городах России. Накануне 1893 года был арестован и выслан в Самару:4.
В 1893 году Лалаянц вошёл в самарский социал-демократический кружок, сгруппировавшийся вокруг В. И. Ленина:5 (Ленин, Скляренко и Лалаянц).
Лалаянц так вспоминал о своей первой встрече с Лениным: «На другой день (после приезда в Самару) я отправился к Долгову… Во время разговора незаметно появился традиционный чай. Тут кто-то постучал в дверь — вошел молодой человек лет 22-23. Передо мной стоял человек с необыкновенной внешностью, как-то сразу располагающей к себе. Это был В. И. Ульянов. Он действительно произвел на меня замечательное впечатление. В этом молодом человеке удивительнейшим образом сочетались простота, чуткость, жизнерадостность и задорность, глубина знаний, беспощадная логическая последовательность, ясность и четкость суждения».
В июне 1894 года получил приговор по казанскому делу 10 месяцев заключения в одиночной камере, был арестован и этапом отправлен в Петербург в «Кресты»:5.
Освободившись в 1895 году, Лалаянц переехал в Екатеринослав), где стал одним из основателей в 1897 году местного «Союза борьбы за освобождение рабочего класса» (вместе с И. В. Бабушкиным).
Участвовал в подготовке 1-го съезда РСДРП.
Весной 1900 года Лалаянц вместе с А. С. Мартыновым был редактором 1-го номера екатеринославской нелегальной социал-демократической газеты «Южный рабочий» (см. также:8).
Накануне 1 мая 1900 года был арестован, отсидев в «Лукьяновке», «Таганке» и «Бутырке» два года спустя сослан в Сибирь, по пути с помощью Ленина бежал за границу:9. В 1903 году в Женеве заведовал типографией ленинской «Искры».
В 1903 году, после 2-го съезда партии Лалаянц стал большевиком и агентом ЦК РСДРП в России. Вошёл в Одесский комитет РСДРП. Вместе с ещё одним его членом К. О. Левицким и находившимся в Одессе Вацлавом Воровским они составили Южное бюро ЦК.
В июне 1904 года Лалаянц был арестован и в январе 1905 года сослан на пять лет в Вологодскую губернию, откуда бежал и с весны работал в Петербурге агентом ЦК партии.
В обращении в ЦК в июле 1905 года Ленин рекомендовал кандидатуру Лалаянца в агенты ЦК, как «проявившего в Одессе и в Южном бюро недюжинные организаторские способности, по отзыву всех поставившего прекрасно живую работу. Он был душой всей местной работы, — так передавал ряд одесситов, вовсе даже не всегда расположенных к „твердокаменным“. Наконец, он чрезвычайно выдержанный принципиально человек».
В ноябре 1906 года один из организаторов и делегат 1-й конференции военных и боевых организации РСДРП в Таммерфорсе, выступал с докладом о роли партии в вооружённом восстании.
По окончании конференции, в декабре 1906 года вновь был арестован и после двухлетнего тюремного заключения сослан сроком на шесть лет на каторгу: отбывал в Петербурге до 1910 года, затем в Шлиссельбурге. В 1913 году, по отбытии срока был сослан на вечное поселение в Иркутскую губернию.
До революции Лалаянц был одним из лучших учеников и соратников Ленина
Как указывает БСЭ: «Осенью 1914, надломленный тюрьмами, каторгой, тяжело больной, отошёл от партийно-политической деятельности».
Согласно автобиографическим сведениям, до 1917 года просидел 11 лет:4.
С 1922 года Лалаянц работал в Главполитпросвете Наркомпроса РСФСР. С 1929 — пенсионер.
Умер после продолжительной болезни. Похоронен на Новодевичьем кладбище.
Его переписка с Лениным не сохранилась.

## Оценки современников
«Я знал Лалаянца с 1890-х годов как марксиста и потом большевика. Несомненно, преданный революционер…» (Ленин, 1921 год).

## Личная жизнь
Жена — Прасковья Ивановна Кулябко:6.
Жена — Лалаянц Анна Сафоновна (1897—1970).

## Память
Имя Лалаянца носит улица в городе Кизляр. 

улица Лалаянца — до 2007 г. название улицы Тахтарова в Махачкале и прежнее название улицы Ин Ереванцу в Ереване.